# Лауцеса (село)
Лауцеса (латыш. Laucesa) — населённый пункт в Аугшдаугавском крае Латвии. Входит в состав Лауцесской волости. Расстояние до города Даугавпилс составляет около 7 км. По данным на 2015 год, в населённом пункте проживал 181 человек.

## История
В советское время населённый пункт был центром Лауцесского сельсовета Даугавпилсского района. В селе располагался совхоз «Мирный».